# Sabie (ville)
Pour les articles homonymes, voir Sabi.
Sabie est une petite ville forestière située sur les bords de la rivière Sabie dans la province du Mpumalanga en Afrique du Sud.

## Localisation
Sabie est située le long de la route panoramique située à 360 km à l'est de Johannesburg et à 64 km à l'ouest du parc national Kruger.

## Étymologie
La ville tire son nom de la rivière uluSaba soit la rivière de la peur dans la langue du peuple shangaan car elle était souvent en crue et grouillait de crocodiles. C'est de ce mot shangaan que le nom de la ville - Sabie - a été dérivé par les explorateurs et fermiers Boers.

## Histoire
Sabie est à l'origine une ferme nommée Grootfontein (Grande fontaine), située dans l'est du Transvaal. En 1880, Henry Thomas Glynn l'achète pour 600 livres sterling. Dans les années 1895, la ville connait une ruée vers l'or. 
Le village de Sabie fut proclamé en 1924.

## Personnalités locales
- Henry Thomas Glynn (1856-1928), fondateur et premier maire de Sabie